# Орден Нахимова (Россия)
Эта статья про орден Российской Федерации. Информация про орден СССР приведена в статье Орден Нахимова.

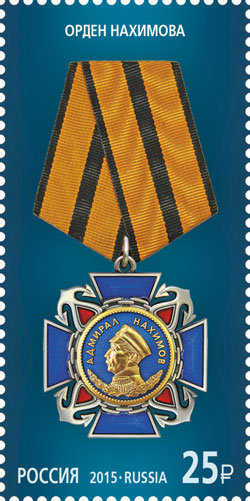
Орден Нахимова на почтовой марке России 2015 года из серии «Государственные награды Российской Федерации».

О́рден Нахи́мова — государственная награда Российской Федерации.

## История ордена

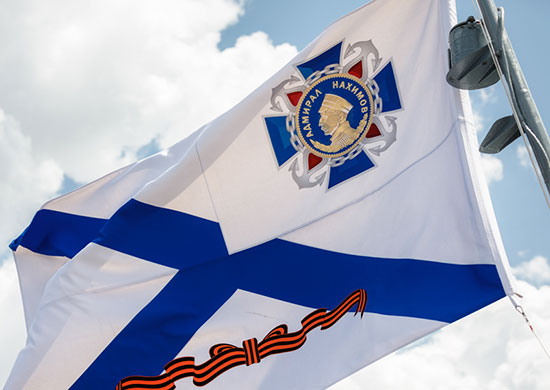
На крейсере «Москва» поднят орденский военно-морской флаг с изображением ордена Нахимова.
Севастополь, 22 июля 2016.

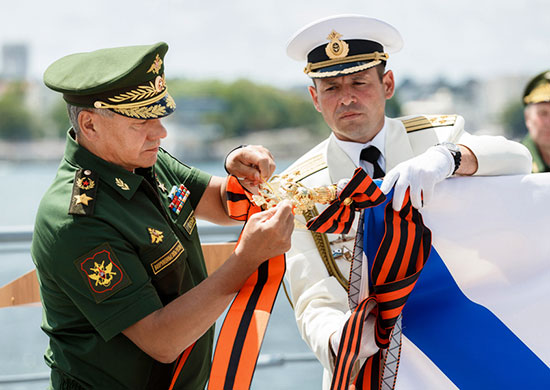
Вручение ордена Нахимова крейсеру «Москва».
Севастополь, 22 июля 2016.

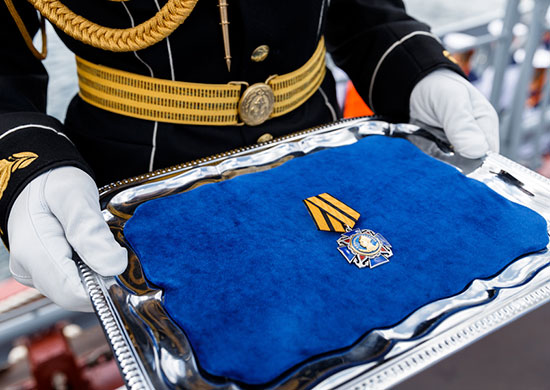
Знак ордена Нахимова, вручённый крейсеру «Москва».
Севастополь, 22 июля 2016.

Орден Нахимова был учрежден в Советском Союзе в 1944 году. После распада СССР орден был сохранён в системе государственных наград Российской Федерации Постановлением Верховного Совета Российской Федерации от 20 марта 1992 года № 2557-I, однако как государственная награда Российской Федерации не имел статута и официального описания до 2010 года.
Указом Президента Российской Федерации от 7 сентября 2010 года № 1099 «О мерах по совершенствованию государственной наградной системы Российской Федерации» учреждён статут ордена.
В январе 2013 и апреле 2015 года в статут были внесены изменения, согласно которым допущено награждение орденом, помимо военнослужащих, также объединений, воинских частей и кораблей Вооружённых Сил Российской Федерации, других войск и органов.

## Статутордена

### Основания для награждения
Орденом награждаются офицеры Военно-Морского Флота:
- за успехи в разработке, проведении и обеспечении операций, боевых действий группировок сил (войск) Военно-Морского Флота самостоятельно и в составе группировок войск (сил), в результате которых успешно отражены наступательные действия противника и нанесены ему значительные потери;
- за умело организованные и проведённые операции и боевые действия сил (войск) Военно-Морского Флота во взаимодействии с группировками войск других видов Вооружённых Сил Российской Федерации, в результате которых осуществлён разгром превосходящих сил противника;
- за умело организованные и проведённые противодесантные действия, в результате которых нанесено поражение и сорвана высадка морского десанта противника;
- за успешное проведение активных действий по высадке десанта, обеспечению операций сил флота на море, в результате которых достигнуты цели проводимых действий;
- за успешное выполнение боевого задания, проявленную при этом личную храбрость, приведшие к поражению сил флота противника, уничтожению его береговых объектов, нарушению коммуникаций.

Орденом могут быть награждены объединения, соединения, воинские части и корабли Вооружённых Сил Российской Федерации, других войск, воинских формирований и органов за подвиги и отличия в боях по защите Отечества, в операциях по поддержанию (восстановлению) международного мира и в контртеррористических операциях, за участие в обеспечении успешных военно-морских операций, за мужество и самоотверженность, проявленные в ходе выполнения учебно-боевых задач, за высокие показатели в боевой подготовке, а также военные образовательные организации высшего образования и их обособленные структурные подразделения (филиалы) за значительные достижения в подготовке квалифицированных кадров.
Орденом могут награждаться иностранные граждане — военнослужащие войск союзников из числа офицерского состава, участвовавшие наравне с военнослужащими Российской Федерации в организации и проведении совместной успешной операции коалиционных группировок войск (сил).
Награждение орденом может быть произведено посмертно.

### Порядок ношения
Знак ордена носится на левой стороне груди и при наличии других орденов Российской Федерации располагается после знака ордена Кутузова.
Для особых случаев и возможного повседневного ношения на гражданской одежде предусматривается ношение миниатюрной копии знака ордена Нахимова, которая располагается после миниатюрной копии знака ордена Кутузова.
При ношении на форменной одежде ленты ордена Нахимова на планке она располагается после ленты ордена Кутузова.
На гражданской одежде носится лента ордена Нахимова в виде розетки, которая располагается на левой стороне груди.
При награждении орденом воинских частей, знак и лента ордена крепятся на лицевую сторону Боевого знамени части.

## Описание ордена

### Знак ордена
Знак ордена представляет собой покрытый синей эмалью серебряный четырёхконечный прямой крест с расширяющимися концами. По краям креста — узкий выпуклый рант.
Крест наложен на четырёхлучевую звезду, лучи которой выходят между концами креста и завершаются лапами якорей, соединяющими концы креста.
Лучи звезды покрыты рубиновой эмалью.
На крест наложен серебряный медальон, обрамленный якорной цепью. Медальон покрыт синей эмалью и имеет узкий витой выпуклый рант. В поле медальона — погрудный портрет П. С. Нахимова в профиль, обращенный влево, опирающийся на лаврово-дубовую ветвь.
По окружности медальона, в верхней части, — надпись прямыми рельефными буквами: «АДМИРАЛ НАХИМОВ».
Расстояние между противоположными концами креста — 40 мм, между противолежащими лучами звезды — 45 мм. На оборотной стороне знака — номер знака ордена.
Знак ордена при помощи ушка и кольца соединяется с пятиугольной колодкой, обтянутой шелковой, муаровой лентой.
Лента оранжевого цвета шириной 24 мм. По краям ленты — чёрная кайма, в центре — чёрная полоса. Ширина каймы — 2 мм, полосы — 4 мм.
Ширина ленты, прикрепляемой к Боевому знамени воинской части — 100 мм.

### Миниатюрная копия
Миниатюрная копия знака ордена Нахимова носится на колодке. Расстояние между концами креста — 15,4 мм, высота колодки от вершины нижнего угла до середины верхней стороны — 19,2 мм, длина верхней стороны — 10 мм, длина каждой из боковых сторон — 16 мм, длина каждой из сторон, образующих нижний угол, — 10 мм.

### Планка и розетка
При ношении на форменной одежде ленты ордена используется планка высотой 8 мм, ширина ленты — 24 мм.
На ленте ордена Нахимова в виде розетки крепится миниатюрное изображение знака ордена из металла с эмалью. Расстояние между концами креста — 13 мм. Диаметр розетки — 15 мм.